# Калашников, Станислав Андреевич
Станислав Андреевич Калашников (род. 26 октября 1991, Омск) — российский хоккеист, защитник. Воспитанник омского хоккея.

## Биография
Станислав Андреевич Калашников родился 26 октября 1991 года в городе Омске Омской области.
Начал заниматься спортом с раннего детства. Является воспитанником Детско-юношеской спортивной школы по хоккею «Авангард» города Омска. Принимал непосредственное участие в различных юниорских турнирах, первенствах и чемпионатах.
Станислав Калашников начал свою профессиональную карьеру в 2009 году в составе клуба Молодёжной хоккейной лиги «Омские Ястребы», выступая до этого за фарм-клуб родного омского «Авангарда». В своём дебютном сезоне Станислав провёл на площадке 44 матча, отметившись в них 6 (3+3) результативными баллами. В сезоне 2010/11 Калашников сумел увеличить свою результативность, набрав 13 (2+11) очков в 48 встречах, а уже в следующем году он вместе с командой стал обладателем Кубка Харламова, обыграв в финале московский клуб «Красная Армия».
Благодаря этому успеху в следующем сезоне Станислав смог дебютировать в Континентальной хоккейной лиге в основном составе «Авангарда», в итоге записав на свой счёт 20 проведённых матчей. Более того в составе «Омских Ястребов» Калашников во второй раз подряд стал обладателем Кубка Харламова.
В 2013 году окончил Сибирский государственный университет физической культуры и спорта.
28 июня 2013 года в результате обмена на Станислава Егоршева Калашников стал игроком череповецкой «Северстали», подписав с клубом контракт на 2 года. 10 сентября в матче против родного омского клуба Станислав отметился первым набранным очком в КХЛ, сделав результативную передачу.
С 26 сентября 2019 года по апрель 2020 года играл за тюменский «Рубин».

### В сборной России
В составе сборной России Станислав Калашников принимал участие в юниорском чемпионате мира 2009 года, на котором он вместе с командой стал серебряным призёром, набрав 1 (0+1) очко в 7 проведённых матчах.

## Достижения
- Серебряный призёр юниорского чемпионата мира 2009.
- Обладатель Кубка Харламова (2): 2012, 2013.

## Статистика
| Легенда | Легенда                    | Легенда | Легенда                   | Легенда | Легенда    |
| ------- | -------------------------- | ------- | ------------------------- | ------- | ---------- |
| И       | Количество проведённых игр | Штр     | Штрафное время            | +/−     | Плюс-минус |
| Г       | Голы                       | П       | Голевые передачи          | О       | Очки       |
| -       | Статистика неизвестна      | —       | Статистика не учитывалась |         |            |

### Клубная карьера
- a В этом сезоне в «Плей-офф» учитывается статистика игрока в Кубке Надежды.